# الدين في مقدونيا الشمالية

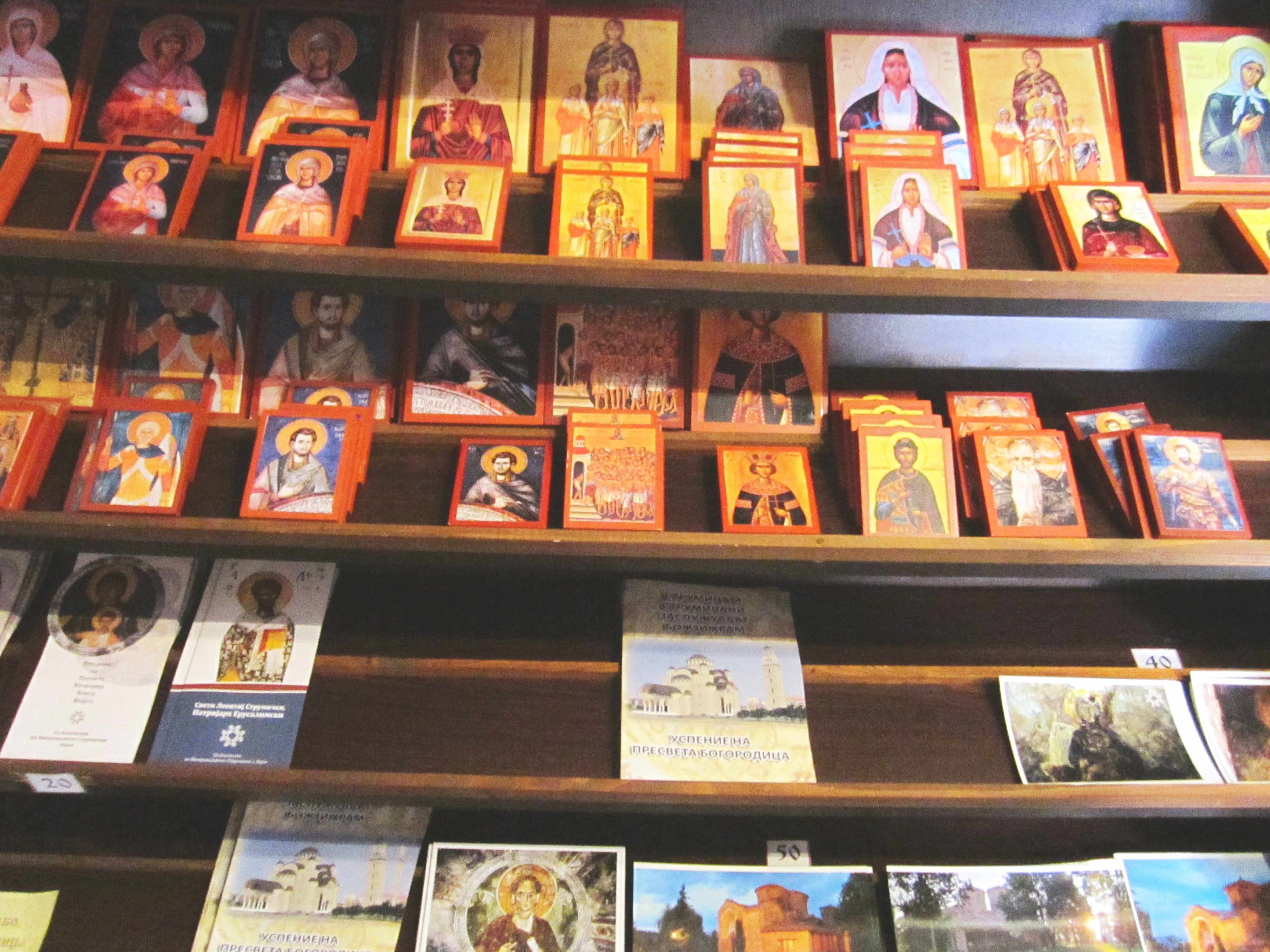
الجزء من دير القديس. بوغوروديكا حيث يمكنك شراء الأيقونات المكرسة وغيرها من الأشياء والكتب الكنسية التي صنعتها الراهبات هناك. دير القديس يقع Bogorodica في قرية Veljusa، Strumica

في مقدونيا الشمالية، الدين الأكثر شيوعًا هو المسيحية الأرثوذكسية الشرقية، التي يمارسها بشكل أساسي المقدونيون العرقيون والصرب والغجر . تنتمي الغالبية العظمى من الأرثوذكس الشرقيين في البلاد إلى الكنيسة الأرثوذكسية المقدونية، التي أعلنت الاستقلال من الكنيسة الأرثوذكسية الصربية في عام 1967.
المسلمون هم ثاني أكبر مجموعة دينية حيث يلتزم ما يقرب من ثلث السكان بالإسلام، ومعظمهم من الألبان والروما والأتراك والبوشناق وتوربيشي في البلاد. هناك أيضًا العديد من الجماعات الدينية الأخرى في مقدونيا الشمالية، بما في ذلك الكاثوليكية والبروتستانتية واليهودية.
في عام 2011، من خلال دراسة استقصائية، تبين أن التكوين الديني لمقدونيا الشمالية هو 70.7٪ مسيحيون، مقسمون إلى 69.6٪ أورثوذكس شرقيون و 0.4٪ كاثوليك وبروتستانت، و28.6٪ مسلمين.
وفقًا للإحصاء الرسمي لعام 2021 ، كان التركيب الديني لمقدونيا الشمالية 60.44٪ مسيحيون من جميع الطوائف، و32.17٪ مسلمين، و 0.59٪ لادينيون ، و 7.26٪ من أديان أخرى أو لم يحدد دينهم (معظمهم من المقدونيين الأرثوذكس حسب السجلات).